# Henrik II av Orléans, hertig av Longueville

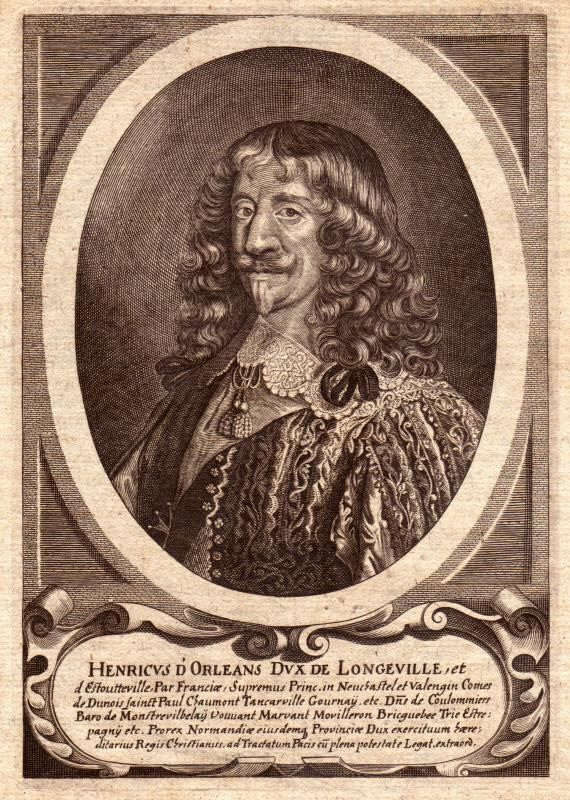
Henri II av Orléans, hertig av Longueville, kopparstick av Matthäus Merian.

Henrik II av Orléans, hertig av Longueville, född 6 april 1595, död 11 maj 1663, var en fransk hertig och ämbetsman.
Han förde efter Bernhard av Weimars död en tid befälet över dennes trupper och var därpå ledare för den franska beskickningen i Münster. I båda fallen var dock hans roll övervägande representativ. I fronden tog han på sin andra hustru Anne Geneviève av Bourbons uppmuntran livlig del och arresterades 1650 tillsammans med sina svågrar Condé och Conti.